# Weraroa patagonica
Weraroa patagonica är en svampart som beskrevs av Singer & J.E. Wright 1959. Weraroa patagonica ingår i släktet Weraroa och familjen Strophariaceae.   Inga underarter finns listade i Catalogue of Life.